# Ільїн Володимир Георгійович
Володи́мир Гео́ргійович Ільї́н (23 травня 1939, Чернігів — 20 січня 2016, Київ) — український науковець, поет, перекладач. Фізико-хімік, доктор хімічних наук (1992), професор (1997), Заслужений діяч науки і техніки України (1997). Завідувач відділу Інституту фізичної хімії ім. Л. В. Писаржевського НАН України (1993—2015). Співавтор більш як 230 наукових статей, 40 авторських свідоцтв і патентів.

## Життєпис
Закінчив Київський політехнічний інститут, хіміко-технологічний факультет, спеціальність — технологія силікатів, одержав диплом інженера-хіміка в 1961 році.
1961—1964 — інженер в Інституті фізичної хімії НАНУ (Київ).
1964—1973 — молодший науковий співробітник відділу синтезу та дослідження сорбентів, учень професора Ізраїля Неймарка.
1973—1983 — старший науковий співробітник відділу синтезу та дослідження сорбентів.
1983—1989 — заступник директора з наукової роботи,
1984—1993 — завідувач лабораторії цеолітів, сорбентів і каталізаторів, від 1993 — зав. відділу пористих речовин і матеріалів.
Ліквідатор аварії на Чорнобильській АЕС.

## Науковець
Досліджував структуроутворення, фізико-хімічні властивості кремнезему, силікатів, синтетичних і природних цеолітів, інших цеолітоподібних сорбентів (зокрема фосфатів і германатів), мікро- та мезопористих молекулярних сит на основі оксидів кремнію, алюмінію, титану, цирконію тощо; явища сорбційної (іонообмінної) пам'яті, катіонної і темплатної специфічності в процесах гідротермального структуроутворення і модифікування молекулярних сит, ізоморфізму, солюбілізації, цеолітного каталізу, матричної карбонізації.

## Письменник
Автор поетичних книг, зокрема збірок лірики «Мне бы видеть себя твоими глазами…» (2003), «Пошукові роботи. Тривірші» (2008), «Нерозв'язані звуки. Тривірші» (2008), «Книга семи расстиший» (2010), «На майдані землі» (2014)
Перекладач поезій Папи Іоанна Павла II — українською мовою («Римський триптих»), Ігоря Римарука — російською мовою («Доброе время твоё…»), Сергія і Тетяни Дзюб (російською) та інших сучасних письменників.
Поезія, проза й переклади Володимира Ільїна друкувалися в провідних вітчизняних журналах («Радуга», «Всесвіт»), газетах, збірниках, альманахах, антологіях. Член Національної спілки письменників України.

## Основні праці
- Влияние сорбированных катионов на структурные превращения морденита в гидротермальных условиях // Докл. АН УССР. Сер. Б. 1988. № 2;
- Исследование промежуточных продуктов кристаллизации цеолитов типа пентасила // УХЖ. 1991. Т. 57, № 7;
- Мезопористые молекулярные сита и нанопериодические материалы // ТЭХ. 1997. № 6;
- Эффект солюбилизации при битемплатном синтезе гомологического ряда органокремнеземных мезофаз и мезопористых молекулярных сит // КЖ. 2003. Т. 65, № 4;
- Влияние условий матричной карбонизации сахарозы на структуру и адсорбционные свойства мезопористых углеродных материалов // ТЭХ. 2008. Т. 44, № 6;
- Некоторые подходы к структурообразованию и функционализации молекулярных сит // Нефтехимия. 2009. Т. 49, № 1 (усі — у співавторстві).

## Відзнаки
- Премія імені Л. Писаржевського НАНУ (1998);
- Міжнародна літературна премія імені Миколи Гоголя «Тріумф» — за поему «Homo Karadagus», збірки лірики «Окремини душі» й «Епідемія самотності», а також переклади віршів Папи Іоанна Павла II українською мовою («Римський триптих») (2014);[1]
- Міжнародна літературна премія імені Григорія Сковороди «Сад божественних пісень» (2016, посмертно) — за книжки віршів та визначну перекладацьку діяльність.
- Міжнародною літературно-мистецькою академією України посмертно відзначений медаллю «Івана Мазепи» (2017).[2]
- Міжнародна літературно-мистецька премія імені Пантелеймона Куліша (2017)[3].